# روز صفر (فیلم ۲۰۰۷)
روز صفر (انگلیسی: Day Zero) یک فیلم است که در سال ۲۰۰۷ منتشر شد. از بازیگران آن می‌توان به الیجا وود، کریس کلاین، و جان برنثال اشاره کرد.